# Čchi-kung

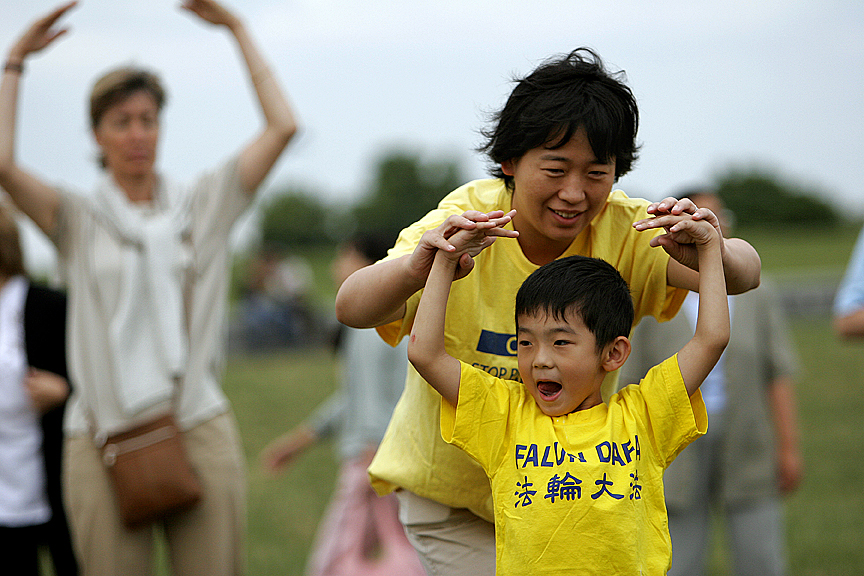
Čchi-kung se stává na západě stále populárnějším, i když byl v minulosti rozšířen především v Asii. Podle mistrů čchi-kungu je cvičení vhodné pro všechny věkové kategorie.

Čchi-kung (také qigong, čtěte čí-kung) je obecně vnímán jako tradiční čínská cvičení, která pěstují čchi (qi) neboli „vitální energii“. Všeobecný název označuje praxi, která se zabývá kultivací (zušlechťováním) lidského těla. V posledních desetiletích byl čchi-kung značně populární zejména v Číně a začal se dostávat i do západních zemí. Původ čchi-kungu se datuje do doby kulturní revoluce v Číně, kdy tehdejším čínským režimem pronásledované náboženské a duchovní směry buddhismu a taoismu, převzaly moderní názvy a přejmenovaly se na různé druhy čchi-kungu, aby unikly politické persekuci komunistického režimu. Čchi-kung jsou tedy ve skutečnosti různá duchovní učení škol, směrů či náboženství buddhismu a taoismu.
Kromě rozvoje fyzického těla se čchi-kung zabývá také rozvojem mysli. Nauky o rozvoji mysli obsahují teorie o morálních hodnotách, ctnosti (čínsky de nebo te) a charakteru (čínsky xin xing). Hlubší nauky čchi-kungu jsou na západě též označovány jako školy magie nebo učení metafyzické a obsahují výklad takzvaných nadpřirozených lidských schopností jako je třetí oko (epifýza) a s ním spojené předvídání a vidění budoucnosti, mimosmyslové vnímání, dále také levitace, telepatie, teleportace a dalších.

## Původ názvu čchi-kung
Název čchi-kung pochází z Číny a datuje se do období kulturní revoluce. Největší popularitu získal zejména ke konci kulturní revoluce. Pod takzvaný čchi-kung se v době kulturní revoluce zařadily školy, které měly původně názvy se silným náboženským podtextem jako „Velká kultivační cesta Taa“, „Vadžrajána“, „Cesta arhata“, „Velká kultivační cesta Buddhova Zákona“, „Devítidílná vnitřní alchymie“ a podobné. Protože se jednalo o období širokého napadání a ničení tradiční čínské kultury, zvolili čínští mistři různých škol věnujících se rozvoji těla a mysli modernější název čchi-kung, aby se vyhnuli problémům s komunistickými vládními úřady, které v té době silně potíraly tradiční čínská náboženství a víry.
Dnes na západě existuje například Čchi-kung čung-jüan., Fa-lun-kung, Taoistický Čchi - Kung pro zdraví a vitalitu, Tan Tchien Čchi Kung a další.

## Rozdělení forem čchi-kungu

### Tvrdý čchi-kung
Někdy také označovaný jako vnější čchi-kung nebo také waj-tan.
Mezi tvrdý čchi-kung patří například čchi-kung praktikovaný v klášteře Šaolin, který do kláštera přinesl Bodhidharma, který podle legendy přišel do Číny z Indie a po cestě přeplul řeku na stéble trávy (nadpřirozená schopnost). Jde o cvičení rozvíjející lidské tělo pro bojová umění. Praktikováním tvrdého čchi-kungu se mohou vyvinout různé fyzické stavy a schopnosti nazývané rozličnými jmény jako například: noha vadžry, rumělková dlaň, dlaň železného písku nebo chodidlo arhata a podobně.

### Měkký čchi-kung
Někdy také označovaný jako vnitřní čchi-kung, nebo také nei-tan. Měkký čchi-kung je vnímán jako vyšší stupeň čchi-kungu. Na rozdíl od vnějšího čchi-kungu neobsahuje cvičení v pohybu, ale v klidovém stavu. Praktikováním měkkého čchi-kungu se mohou vyvinout fyzické stavy a schopnosti také nazývané rozličnými jmény jako například: železná košile, štít zlatého zvonu, levitace, úder na dálku a podobně.

### Čchi-kung školy taoismu
Čchi-kung školy taoismu není částí taoistického náboženství. Obsahuje teorie tai-či (Tchaj ťi) a nauky o dvou protichůdných vzájemně se doplňujících silách Jin a Jang. Nejdůležitější morální hodnotou škol taoismu je "Pravda" (čínsky zhen).
Mezi čchi-kungy školy taoismu patří například čchi-kung čung-jüan nebo tai-či, z nějž se do současnosti přenesla pouze část pro kultivaci (zušlechťování) těla, tedy fyzická cvičení.

### Čchi-kung školy buddhismu
Čchi-kung školy buddhismu není součástí buddhistického náboženství. Nejdůležitější morální hodnotou škol buddhismu je "Soucit" (čínsky shan). Mezi čchi-kungy školy buddhismu patří například waj-tan a neitan vyučovaný Bodhidharmou v klášteře Šaolin nebo například Fa-lun-kung zveřejněný v Číně v roce 1992.

### Tan Tchien Čchi-Kung
Tan Tchien Čchi-Kung je forma Čchi-Kung, která pozitivně podporuje energetické body jako dolní tan-tchien, střední tan-tchien a vrchní tan-tchien, přes které proudí energie Čchi.

### Divoká Husa
Divoká Husa je čchi-kung umění, které pochází z taoistické školy Kchun-lun, kde se předává z generace na generaci. Pochází již z dob dynastie Ťin. Léčebné účinky tohoto čchi-kungu mají spočívat ve stimulaci kanálů a "dráždivých bodů".